# Женская сборная Беларуси по пляжному футболу
Женская сборная Беларуси по пляжному футболу — национальная команда, которая представляет Беларусь на международных состязаниях по пляжному футболу.

## История
Впервые была собрана в июле 2019 года, специально для участия в Кубке вызова против сборной России в Москве. В состав вошло 10 игроков, в основном те, которые играли в большой футбол.
Свой первый матч сборная провела 26 июля 2019 года в матче со сборной России. В итоге проиграла со счетом 4 : 1, а единственный мяч в ворота соперника забила Татьяна Гавриленя.
На следующий день команде пришлось во второй раз против команды россиянок, и там она смотрелась более уверенна. Ни в основное время, ни в дополнительные ни одного мяча так забито и не было, однако в серии пенальти нервы оказались сильнее у команды хозяек.

## Состав
Действительно на июль 2019
Примечание: Флаги указываются, так как игрок может иметь более одного гражданства по правилам ФИФА.
| №  |          | Позиция | Игрок               |
| -- | -------- | ------- | ------------------- |
| 1  | Беларусь | Вр      | Светлана Новикова   |
| 12 | Беларусь | Вр      | Зоя Горбунова       |
| 4  | Беларусь | Защ     | Валерия Бондарева   |
| 5  | Беларусь | Защ     | Оксана Белова       |
| 8  | Беларусь | Защ     | Екатерина Кучинская |

| №  |          | Позиция | Игрок             |
| -- | -------- | ------- | ----------------- |
| 2  | Беларусь | Нап     | Татьяна Краснова  |
| 9  | Беларусь | Нап     | Татьяна Гавриленя |
| 10 | Беларусь | Нап     | Алена Бузинова    |
| 11 | Беларусь | Нап     | Ольга Анисковцева |
| 13 | Беларусь | Нап     | Татьяна Логинова  |

Тренер:  Николай Касаткин